# Wealdstone Brook
Der Wealdstone Brook ist ein Wasserlauf in Wasserlauf im London Borough of Harrow und im London Borough of Brent. Er entsteht im Kenton Recreation Ground und fließt in südöstlicher Richtung bis zu seiner Mündung in den zu diesem Zeitpunkt unterirdisch verlaufenden River Brent, nordöstlich des Wembley-Stadions.